# Keratella crassa
Keratella crassa är en hjuldjursart som beskrevs av Elbert Halvor Ahlstrom 1943. Keratella crassa ingår i släktet Keratella och familjen Brachionidae. Inga underarter finns listade i Catalogue of Life.